# L'alfabeto degli amanti
L'alfabeto degli amanti è l'ottavo album di inediti di Michele Zarrillo, pubblicato da Sony Music il 28 febbraio 2006.
Dopo tre anni di silenzio, Zarrillo torna con 11 tracce in gran parte firmate insieme all'abituale paroliere Vincenzo Incenzo. Per la prima volta, però, il cantautore collabora anche ai testi di due canzoni (L'amore che resta e Tormenti). Gli arrangiamenti sono curati dallo stesso Zarrillo, presente anche nelle vesti di produttore, e Lorenzo Maffia.
Il disco è anticipato dal brano omonimo, presentato dall'artista romano al Festival di Sanremo 2006. La canzone ottiene riscontri favorevoli e diventa velocemente uno dei pezzi più celebri del cantautore, anche grazie al duetto con Tiziano Ferro proposto in una serata della kermesse sanremese. Oltre alla title track, vengono estratti altri 3 brani: Soltanto un attimo, L'amore che resta e Tutta la vita che c'è. Nel disco, inoltre, Zarrillo propone una nuova versione di Soltanto amici (testo di Giampiero Artegiani) e la sua interpretazione di Se l'amore ha scelto noi, canzone originariamente composta con Incenzo per Dennis Fantina.
Nonostante il buon traino dei primi due singoli, in classifica l'album arriva solo fino al 29º posto, attestandosi come 144º disco più venduto dell'anno.

## Tracce
1. L'alfabeto degli amanti
2. Soltanto un attimo
3. L'amore che resta
4. Tutta la vita che c'è
5. Ad un uomo da me
6. Uno a me uno a te
7. Se l'amore ha scelto noi
8. Tormenti
9. Soltanto amici
10. Un altro vivere
11. Solo senza di te

## Formazione
- Michele Zarrillo – voce, pianoforte, chitarra classica, chitarra acustica, tastiera, chitarra elettrica
- Paolo Costa – basso
- Alfredo Golino – batteria
- Roberto Di Virgilio – chitarra acustica, chitarra elettrica
- Cesare Chiodo – basso
- Massimo Pacciani – batteria
- David Pieralisi – chitarra acustica, chitarra elettrica
- Lorenzo Maffia – pianoforte, tastiera
- Francesco Valente – chitarra acustica
- Pino Bono – violino
- Anna Rita Cuparo – violoncello